# Капітан Джек (фільм)
Капітан Джек (латис. Kapteinis Džeks) — радянський дитячий, пригодницький фільм 1972 року.

## Сюжет
Дівчинка Женя мріє стати моряком. Вона ходить в тільняшці, носить морський кашкет і весь вільний час проводить з хлопцями на старій шхуні «Сигнал», що стоїть на причалі в порту.
Хлопці підсміювалися над нею, але своїм знанням морської справи вона заслужила прізвисько «Капітан Джек». Коли прийшов час відправити старе судно на злам, новоявлені моряки забрали його від причалу в штормову ніч, вважаючи несправедливою таку долю для заслуженого ветерана.
На цьому судні під час війни, проявивши мужність, пішли від ворожого полону радянські моряки, серед яких був і батько Жені.
Портове начальство вирішило допомогти школярам організувати піонерський морський клуб, якому, до загальної радості, і передали героїчну шхуну.

## В ролях
- Інга Міцкіте — Капітан Джек
- Марія Подгурська — Ольга
- Донатас Баніоніс — Митя
- Волдемар Зандберг — Гунар
- Раймондас Брікштіс — Павел
- Айварс Лієпіньш — Оскар
- Ейнарс Пієскусс — Зайцев
- Гедімінас Пранцкунас — морський офіцер

## Знімальна група
- Сценарист:  Юрій Яковлєв
- Режисер: Ада Неретнієце
- Оператор: Зігурд Дудіньш
- Художник:  Віктор Шільдкнехт
- Композитор: Веніамін Баснер